# Tevis Clyde Smith
Tevis Clyde Smith, Jr. (11 febbraio 1908 – 24 dicembre 1984) è stato uno storico e scrittore statunitense, amico dello scrittore pulp Robert E. Howard.

## Biografia
Tevis visse a Brownwood in Texas, città cui dedicò alcune delle sue autopubblicazioni, e conobbe Robert Howard durante gli anni in cui frequentavano il restando suo amico fino alla sua morte nel 1936. Fu lui a far conoscere Novalyne Price Ellis al suo amico nel 1933. Smith e Howard collaborarono alla scrittura di alcuni racconti inizialmente per la rivista amatoriale "All-Around Magazine" realizzata dal primo, progetto che rimase incompiuto, e poi anche da adulti come per il racconto Red Blades of the Black Cathay venduto alla rivista pulp Oriental Stories curata da Farnsworth Wright, redattore anche della celebre Weird Tales. Molte delle loro collaborazioni furono raccolte nel libro Red Blades of Black Cathay pubblicato da Donald M. Grant, Publisher, Inc. nel 1971.
Dopo la morte di Howard, Clevis fu tra coloro che contribuì alla cura dell'eredità del suo amico defunto, pubblicando, scrivendo e anche completando dei racconti.
Due racconti di Clyde Smith scritti insieme a Howard sono stati tradotti in italiano:
- Le Rosse Lame del Catai Nero (Red Blades of the Black Cathay), all'interno di "Il Signore di Samarcanda", Elara, gennaio 2018.
- Sotto la Grande Tigre (Under the Great Tiger), all'interno di "Francis Xavier Gordon, El Borak" vol.2, Providence Press, novembre 2020.

## Nella cultura di massa
Tevis compare nel film del 1996 Il mondo intero di Dan Ireland (tratto dal libro di memorie di Novalyne Price Ellis, One Who Walked Alone, dedicato ad Robert E. Howard) interpretato da Benjamin Mouton.

## Opere
Storici
- Frontier's Generation : The Pioneer History of Brown County, with Sidelights on the Surrounding Territory (1931; edizione allargata, 1980; ristampa dell'edizione del 1931 con aggiunta di indice, 1982)
- From the Memories of Men, 1954
- Pecan Valley Days, 1956)

Articoli
- How the Stories Came to Be (introduzione a Red Blades of Black Cathay), 1971
- Foreword (introduzione a Shadow of the hun di Robert E. Howard), 1975
- Background to 'Questions', 1976

Racconti
- Red Blades of Black Cathay, 1931
- The Cardboard God, 1970
- Diogenes of today, 1971
- Eighttoes makes a play, 1971
- Red Blades of Black Cathay(raccolta), 1971

Poesie
- Images out of the sky, raccolta del 1966
- Don't blame the python, raccolta del 1975
- Questions (To Robert E. Howard), 1976
- Rescue By a Certain Lady, 1976

## Opere su
- Report on a Writing Man and Other Reminiscences of Robert E. Howard, Necronomicon Press 1991
- “So Far the Poet” and Other Writings, REH Foundation Press dicembre 2010